# Porto Firme
Porto Firme là một đô thị thuộc bang Minas Gerais, Brasil. Đô thị này có diện tích 287,005 km², dân số năm 2007 là 12210 người, mật độ 33,9 người/km².